# スーパーエナロット
スーパーエナロット (SuperEnalotto) は、イタリアで発売されている数字選択式宝くじのことである。また、日本語ではスーパーエナロトと読まれることもある。

## 概要
スーパーエナロットは1997年に発売開始。第1回の抽せんは12月3日に開催された。抽せんは毎週火・木・土曜日。基本的には日本のロト6と同じだが、1から90までの数字を6つ選び、本数字がすべて一致すれば1等当せんとなる。当せん確率は622,614,630分の1である。
なお、日本国内では購入できないが、これは刑法185条-187条の「賭博及び富くじに関する罪」に該当するためである。

## 欧州最高当せん
2009年8月22日抽せん分で、バニョーネ在住のイタリア人が1億4780万7299ユーロを獲得した。これは、アメリカのメガ・ミリオンズの6億4000万ドルに次ぎ、欧州では最高当せん金である。